# ۸۸۸ پروشات
سیارک ۸۸۸ پریساتیس (به انگلیسی: 888 Parysatis، نامگذاری:1918DC) هشتصد و هشتاد و هشتمین سیارک کشف شده‌است که در ۲ فوریه ۱۹۱۸ و در هایدلبرگ کشف شد.
قدر مطلق سیارک برابر ۹٫۵۱ است.
بر روی این سیارک، نام <پروساتیس> که همان پروشات یا پریزاد، ملکه ایران باستان، دختر اردشیر اول هخامنشی و همسر داریوش دوم است، گذاشته شده است.